# Objet de type fini
 (mars 2025).
En théorie des catégories, un objet de type fini est le quotient d'un objet libre par un ensemble fini, soit la cible d'un épimorphisme régulier dont la source est objet libre sur un ensemble fini.
Par exemple, voici une façon de définir ce qu'est un groupe de type fini :
Définition — Un groupe de type fini est l'image d'un homomorphisme de groupe dont la source est un groupe libre de type fini.